# Chöying Dorje
Il decimo Karmapa Chöying Dorje (Wylie: chos dbyings rdo rje; Mar Rol, oggi Golog, 1604 – 1674) è stato un monaco buddhista tibetano.
Fu il decimo Karmapa della scuola Karma Kagyu del buddismo tibetano.

## Vita
Secondo la previsione del suo predecessore Wangchug Dorje, Chöying Dorje nacque nel distretto di Mar (oggi Golog), una regione nel nord-est del Tibet, in una ricca famiglia buddista. 
Già in giovane età dichiarò più volte di essere il Karmapa, al punto che delle voci iniziarono a circolare circa questo bambino speciale. Un capo villaggio della regione del Chagmo, chiamato Chagmo Lama, intravide la possibilità di sfruttare a scopo lucrativo il bambino. Attraverso ampie donazioni in denaro al capo villaggio di Golog, Chagmo Lama riuscì a guadagnare il controllo sulla famiglia di Chöying Dorje. Da quel momento, il bambino fu usato come oggetto di venerazione per guadagnare offerte. Seguirono quindi duri anni di semi-schiavitù per lui e la sua famiglia. Dopo mille vicissitudini, il 6° Shamarpa Chökyi Wangchug (1584–1630)  riuscì finalmente a riscattare Chöying Dorje e la sua famiglia e a riconoscerlo come il 10° Karmapa. Fu quindi addestrato nella tradizione Karma Kagyu nel monastero di Tsurpu da maestri di questa scuola tra cui Pawo Tsuglag Gyatsho. A 21 anni venne ordinato monaco. Durante un pellegrinaggio al monastero di Samye, Chökyi Wangchug gli conferì i voti del Bodhisattva.

## Esilio
Chöying Dorje previse le guerre e i conflitti politici che sarebbero scoppiati nel paese. Le stesse previsioni furono fatte secoli prima da Padmasambava. La setta Gelugpa utilizzò effettivamente l'esercito mongolo per prendere il potere in Tibet e consegnarlo al 5º Dalai Lama. Uno dei loro principali obbiettivi era la riduzione dell'influenza della scuola Karma Kagyu a loro vantaggio. L'amministrazione Gelugpa tentò quindi di far attaccare il Karmapa ed il suo entourage dall'esercito nel 1644. Chöying Dorje scampò miracolosamente all'attacco.
Il Karmapa iniziò così il suo esilio che lo portò a Lijiang, nello Yunnan settentrionale, e i varie regioni del Tibet orientale e del Bhutan. Durante un tribolato viaggio nel distretto di Mar, suo regione d'origine, riconobbe Yeshe Nyingpo come il 7° Shamarpa (1649). Nello Yunan riconobbe anche il 6° Situ Rinpoche, ed in seguito anche il 6° Gyaltsab Rinpoche. Nonostante le richieste dell'imperatore cinese, che tentava di estendere la sua influenza in Tibet, il 10 Karmapa si rifiutò sempre di essere coinvolto in faccende politiche. Malgrado le mille difficoltà, la sua attività per promuovere il Dharma fu incessante anche durante questo periodo. Riuscì anche a fondare alcuni monasteri ed il tempio di Gyalthang Rignga Lhakhang (oggi Shangi-la City, Yunan). 
Solo nel 1669 il governo Tibetano invitò il Karmapa a far ritorno nel Tibet centrale. Molto probabilmente si trattò anche di una mossa politica, dato che la regione del Yunan sarebbe stata invasa in seguito da truppe mongole per convertire i monasteri Karma Kagyu di quell'area in monasteri Gelugpa.
Nel 1672 il Karmapa fece quindi ritorno a Lhasa, dove incontrò il 5º Dalai Lama nel palazzo Potala. Quest'ultimo gli accordò il permesso di poter tornare al monastero di Tsurphu, sede principale dei Karmapa. Chöying Dorje morì nel 1674 nei pressi di Tsurphu.

## Lignaggio
Chöying Dorje riconobbe Yeshe Nyingpo (1631–1694) come il settimo Shamarpa, che divenne il suo erede spirituale. Inoltre, riconobbe Norbu Sangpo (1660–1698) come sesto Goshri Gyeltshab Rinpoche e anche Tsuglag Thrinle Gyatsho come il 5° Nenang Pawo Rinpoche. 
Chöying Dorje morì all'età di 71 anni. Norbu Sangpo divenne reggente di Tshurphu e Yeshe Nyingpo divenne il principale detentore del lignaggio del Karma Kagyu.

## Attività
Già all'età di sei anni si dice che Chöying Dorje abbia mostrato un talento eccezionale per la pittura e la scultura, che sviluppò durante il resto della sua vita. Particolarmente nota è una sua serie di quadri sulla storia della vita di Buddha Shakyamuni.
Durante i suoi anni in esilio, compose numerosi testi di Dharma.